# Wartmannsroth
Wartmannsroth ist eine Gemeinde im unterfränkischen Landkreis Bad Kissingen.

## Geografie

### Geografische Lage
Die Gemeinde liegt in der Region Main-Rhön am Rande des Spessarts im Südosten ihres Landkreises Bad Kissingen.

### Gemeindegliederung
Es gibt elf Gemeindeteile (in Klammern ist der Siedlungstyp angegeben):
- Dittlofsroda (Pfarrdorf)
- Heckmühle (Dorf)
- Heiligkreuz (Kirchdorf)
- Neumühle (Einöde)
- Neuwirtshaus (Dorf)
- Schwärzelbach (Pfarrdorf)
- Sippachsmühle (Unterkunftshaus)
- Völkersleier (Kirchdorf)
- Waizenbach (Pfarrdorf)
- Wartmannsroth (Pfarrdorf)
- Windheim (Pfarrdorf)

## Name

### Etymologie
Der Name Wartmannsroth ist ein Rodungsname. Er besteht aus dem Personennamen Wartman und dem mittelhochdeutschen Wort rode.

### Frühere Schreibweisen
Frühere Schreibweisen des Ortes aus diversen historischen Karten und Urkunden:
| - 1165 Wartmandesrot - 1167 Waltmanesroth - 1372 Wartmansrode | - 1527 Wartmannsrod - 1656 Warttmannsroth - 1820 Wartmannsroth |

## Geschichte

### Bis zur Gemeindegründung
Wartmannsroth war ab 1810 Teil des Großherzogtums Frankfurt und wurde auf dem Wiener Kongress 1815 Österreich zugesprochen. Seit dem Münchner Vertrag 1816 gehört der Ort zu Bayern.

### Eingemeindungen
Die Einheitsgemeinde Wartmannsroth wurde im Zuge der Gebietsreform in Bayern am 1. Mai 1978 aus den Gemeinden Dittlofsroda, Schwärzelbach (mit Neuwirtshaus), Waizenbach, Wartmannsroth (mit Völkersleier und Heiligkreuz) sowie Windheim gebildet. Völkersleier und Heiligkreuz wurden bereits am 1. Januar bzw. 1. Juli 1972 in die Gemeinde Wartmannsroth eingegliedert.

### Religionen
Die Katholiken in der Großgemeinde gehören zu den Pfarreien St. Mauritius Schwärzelbach, St. Ägidius Windheim beziehungsweise St. Andreas Wartmannsroth mit Filiale St. Sebastian in Völkersleier des Dekanates Hammelburg im Bistum Würzburg. Die evangelische Kirchengemeinde Dittlofsroda mit Kirchen in Dittlofsroda, Waizenbach und Völkersleier, sowie die zur Kirchengemeinde Weißenbach gehörende evangelische Kirche in Heiligkreuz liegen im Dekanat Lohr der Evangelisch-Lutherischen Kirche in Bayern. Waizenbach war von 1827 bis 1929 evangelisch-lutherischer Dekanatssitz.
Sowohl in dem Ortsteil Dittlofsroda (dort Zum Schondratal 2–8) als auch im Ortsteil Völkersleier (dort in der Frohnstraße 4) befanden sich für die jüdische Bevölkerung Synagogen, die beim Novemberpogrom 1938 von SA-Männern geschändet beziehungsweise zerstört wurden. Gedenktafeln erinnern an dieses Geschehen.

### Einwohnerentwicklung
Im Zeitraum 1988 bis 2018 sank die Einwohnerzahl von 2355 auf 2093 um 262 Einwohner bzw. um 11,1 %. 1992 hatte die Gemeinde 2506 Einwohner.
(Quelle: BayLfStat)
| Jahr      | 1961 | 1970 | 1987 | 1991 | 1995 | 2000 | 2005 | 2010 | 2015 | 2020 |
| --------- | ---- | ---- | ---- | ---- | ---- | ---- | ---- | ---- | ---- | ---- |
| Einwohner | 2488 | 2476 | 1983 | 2446 | 2458 | 2376 | 2310 | 2197 | 2104 | 2104 |

## Politik

### Bürgermeister
Seit 1. Mai 2020 ist Florian Atzmüller (CSU) Bürgermeister. Er wurde am 15. März 2020 mit 56,9 % der Stimmen gewählt. Seine Vorgänger waren
- Thomas Bold (1996–2002, seither Landrat des Landkreises Bad Kissingen).
- Herbert Kohlhepp (2002–2008)
- Jürgen Karle (Wählergem.Völkersleier-Heckmühle, 2008–2020)

2. Bürgermeister ist Markus Koberstein.

### Gemeinderat
Die Gemeinderatswahlen seit 2014 ergaben folgende Stimmenanteile und Sitzverteilungen:
| Liste                                           | Sitze | Sitze  |
| Liste                                           | 2020  | 2014   |
| Freie Wählergemeinschaft Schwärzelbach          | 3     | 4      |
| Freie Wählergemeinschaft Völkersleier-Heckmühle | 2     | 2      |
| Freie Wählergemeinschaft Dittlofsroda           | 2     | 2      |
| Wählergemeinschaft Wartmannsroth                | 3     | 2      |
| Wählergemeinschaft Windheim                     | 2     | 2      |
| Freie Wählergemeinschaft Waizenbach             | 2     | 1      |
| Freie Wählergemeinschaft Heiligkreuz            | –     | 1      |
| Wahlbeteiligung                                 |       | 73,8 % |

Weiteres Mitglied und Vorsitzender des Gemeinderates ist der Erste Bürgermeister.

### Wappen
| | Blasonierung: „Gespalten; vorne in Silber ein frei schwebendes schwarzes Tatzenkreuz, hinten geteilt von Silber und Blau; oben in rotem Balken drei eingebogene goldene Pfähle, unten ein mit drei blauen Ringen belegter silberner Schrägbalken.“ |
| Wappenbegründung: Die Gemeinde Wartmannsroth entstand 1978 durch Zusammenlegung der Gemeinden Dittlofsroda, Schwärzelbach, Völkersleier, Waizenbach, Wartmannsroth und Windheim. Die Gemeinden führten davor eigene Wappen, die durch die Neubildung der heutigen Gemeinde untergegangen sind. Lediglich das Wappen von Völkersleier blieb erhalten und ist heute das Wappen der neuen Gemeinde Wartmannsroth. Der Grund für diese Entscheidung war die Erkenntnis, dass die Wappensymbole auch für die gesamte neue Gemeinde sprechen. Das ganze Gemeindegebiet gehörte historisch zum Fürstentum (Hochstift) Fulda, wofür im Wappen das schwarze fuldische Kreuz steht. Die hintere Wappenhälfte enthält oben das Stammwappen der Freiherren von Thüngen die im Mittelalter großen Besitz im Gemeindegebiet besaßen. Unten steht das Wappen des Fürstbischofs von Würzburg, Julius Echter von Mespelbrunn, der dem Juliusspital in Würzburg, das seinen Namen trägt, einen großen Teil des Gemeindegebiets von Völkersleier schenkte. Das Wappen wurde von der Regierung von Unterfranken am 15. Februar 1979 verliehen. | |

## Kultur und Sehenswürdigkeiten

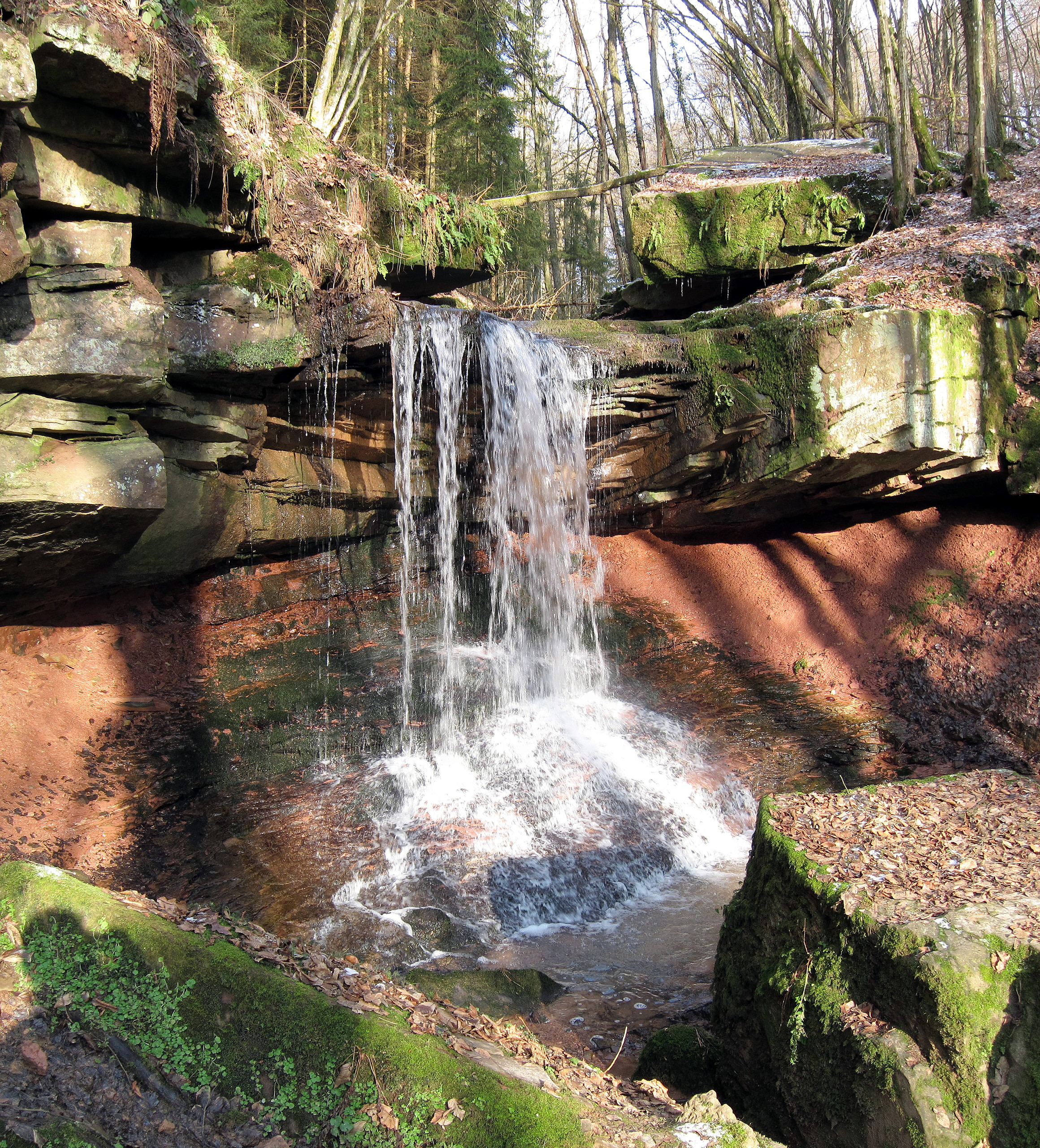
Tretstein-Wasserfall

### Bauwerke
Bedeutendstes kirchliches Bauwerk im Gemeindegebiet ist die katholische Pfarrkirche St. Ägidius in Windheim. Die Barockkirche mit Einturmfassade wurde 1765 bis 1767 durch Johann Christoph Kleinholz erbaut.
Wichtigster Profanbau ist das ehemalige Wasserschloss in Waizenbach. Es wurde um 1570 im Renaissancestil erbaut und war Sitz eines evangelischen Adeligen Damenstifts. Das im Zweiten Weltkrieg abgebrannte Schloss wurde anschließend unter Verzicht auf die hohen barocken Turmhelme wiederhergestellt. Das Stift selbst besteht formell noch heute unter Verwaltung der Freiherren Truchseß zu Wetzhausen.

## Wirtschaft und Infrastruktur
Die Gemeindesteuereinnahmen betrugen im Jahr 2021 umgerechnet 8.330.000 Euro, davon waren umgerechnet 508.000 Gewerbesteuereinnahmen (netto).

### Amtliche Statistik
Es gab im Jahr 2021 nach der amtlichen Statistik im produzierenden Gewerbe 112 und im Bereich Handel und Verkehr 87 sozialversicherungspflichtig Beschäftigte am Arbeitsort. In sonstigen Wirtschaftsbereichen waren am Arbeitsort 59 Personen sozialversicherungspflichtig beschäftigt. Sozialversicherungspflichtig Beschäftigte am Wohnort gab es insgesamt 843. Im verarbeitenden Gewerbe gab es keine, im Bauhauptgewerbe drei Betriebe. Zudem bestanden im Jahr 2020 78 landwirtschaftliche Betriebe mit einer landwirtschaftlich genutzten Fläche von 3162 Hektar, davon waren 2303 Ackerfläche und 859 Dauergrünfläche.

### Kleinbrennereien
Besonders erwähnenswert sind die zahlenmäßig in Wartmannsroth stark vertretenen landwirtschaftlichen Abfindungsbrennereien. Die Brennerei Anton Bischof gilt als die nördlichste Whisky-Brennerei Bayerns.

### Bildung
Es gibt folgende Einrichtungen (Stand: 2022):
- zwei Kindertagesstätten: 92 Betreuungsplätzen und 79 Kindern
- eine Volksschule: fünf Lehrkräfte für 62 Schülerinnen und Schüler